# NGC 4589
NGC 4589 (другие обозначения — UGC 7797, MCG 12-12-13, ZWG 352.38, ZWG 335.17, PGC 42139) — эллиптическая галактика (E2) в созвездии Дракон.
Этот объект входит в число перечисленных в оригинальной редакции «Нового общего каталога».
В галактике вспыхнула сверхновая SN 2005cz типа Ib, её пиковая видимая звездная величина составила 16,0.